# Cedar Creek (Arizona)
Cedar Creek – jednostka osadnicza w Stanach Zjednoczonych, w stanie Arizona, w hrabstwie Gila.